# Кишэзерс
Ки́шэзерс (латыш. Ķīšezers; рус. Кишозеро) — озеро в северо-восточной части Риги, крупнейшее из рижских озёр. Вокруг озера расположены городские микрорайоны: Трисциемс, Яунциемс, Сужи, Букулты, Югла, Чиекуркалнс, Межапаркс и Милгравис.
Площадь озера 17,4 км², длина 8,4 км, ширина до 3,6 км, глубина до 4,2 м, средняя 2,4 м. В озеро впадают реки: Югла, Ланга и Шмерльупите. Через канал Милгравис Кишэзерс соединяется с бассейном Даугавы и, таким образом, является частью водного пути Гауя-Даугава.
Дно песчаное, сверху в центре слой ила, в заливе Яунциемс — целлюлоза, попавшая с отходами бумажной фабрики, а в районе ТЭЦ-1 — слой пепла.
Берег изрезан заливами, много растительности, на востоке охраняемый природный объект — Лиепусальский дуб. Три острова, из которых самый крупный — Сникеру. Водится рыба — плотва, окунь, в меньшем количестве щука и угорь. На северо-восточном берегу озера расположена единственная в Риге дубовая роща. По берегу сохранились естественные луга (Яунциемский природный заказник).
Во времена Российской империи озеро было известно под названием Штинт (Стинт).
В 1970—1980-е годы являлось местом массового активного отдыха. От центра города сюда можно было попасть на пассажирском судне. Работали аттракционы, прокат лодок, желающие занимались подводным спортом.

## Галерея
- Кишэзерс на стороне Яунциемса

- Кишэзерс на стороне Межапарка